# 분리 (심리학)
분리, 정서적 초연, 감정적 분리(emotional detachment, detachment)는 정서적으로 혹은 불안을 촉발하는 특정 상황을 회피하여 불안을 다루는 방식으로서 타인과의 연결이 불가능한 상태를 말한다. 즉 정서적 연결을 회피하는 것을 말한다. 높은 수준의 정서가 개입되는 상황에 대한 일시적인 반응일 수도 있고, 이인증성 장애(depersonalization disorder)와 같은 만성질환일 수도 있다.

## 징후와 증상
분리는 다른 정신증상에 비하여 겉으로 드러나지는 않는다. 분리를 가지고 있는 사람은 정서 표현 능력, 공감 능력, 정서적 연결 형성 능력이 떨어진다. 이들은 여러 불안증이나 스트레스 장애에 빠질 위험이 있다. 또한 사적인 관계를 만들고 유지하는 것도 힘들 수 있다. 이들은 마음이 딴 데 가 있어서 무언가에 몰입해 있거나(preoccupied) 현실을 완전히 떠난(not entirely present) 것처럼 보인다. 혹은 현실을 인지하고 있어도 정서적인 행동(emotional behavior)을 취해야 할 때에조차 이지적인 행동(intellectual behavior)만을 보일 때도 있다. 이들은 사랑받는 가족 구성원이 되는 것도 힘들며, 과거의 트라우마(trauma)를 연상케 하는 행동, 장소, 사람을 피하기도 한다. 이러한 해리(dissociation)는 집중력 부족을 가져와서 기억력에 문제가 발생하거나 극단적인 경우에는 기억상실(amnesia)에 걸릴 수도 있다. 몇몇 경우, 이들은 공감을 해주거나 받는 데에 있어서 상당히 어려움을 겪을 수도 있는데, 이는 자기애성 인격장애(narcissistic personality disorder)와 관련될 가능성도 있다.
요약하면 다음과 같은 증상을 보일 수 있다.
- 사적 관계 형성 및 유지의 어려움
- 주의력 결핍, 타인과 있을 때 다른 생각에 몰입
- 가족 구성원에게 사랑스럽거나 다정하게 행동하는 것의 어려움
- 과거 트라우마나 사건과 관련된 사람, 활동, 장소 회피
- 정서 표현 능력 저하
- 타인 감정에 공감하는 것의 어려움
- 정서나 감정 공유의 어려움
- 타인이나 관계에 전념하는 것의 어려움
- 타인을 배려해야 하는 상황에서도 배려하지 않음

## 원인
분리는 종종 생애 초기 심리적 트라우마로 인하여 발생할 수 있다. 예를 들어, 학대나 방임적 환경에서 자란 아이는 성인과 같은 분리를 경험할 수 있다. 선택적세로토닌재흡수억제제(selective serotonin reuptake inhibitor, SSRI)라는 항우울제(antidepressants)의 경우, 장기간 복용하거나 다른 여려 종류의 SSRI를 차례대로 복용하면 정서둔마(emotional blunting)를 일으키는 것으로도 알려져 있다.

## 치료
분리에 대한 치료는 발생 원인에 따라 다르다. 다른 질환으로 인하여 분리와 개방성(openness)에 대하여 분투하고 있다고 판단하면, 전문가는 이를 먼저 치료하라고 제안할 것이다. 이러한 질환으로는 우울, 외상후스트레스장애, 경계선성격장애(borderline personality disorder) 등이 있다. 약물치료와 심리치료는 이러한 질환을 치료하는데 도움이 된다. 만약 정서적 문제가 트라우마의 결과라면 의사는 심리치료나 대화요법(talk therapy)을 추천할 것이다. 치료는 학대의 영향을 극복하도록 도울 것이다. 이전에는 분노를 촉발하게 하거나 정서마비(emotional numbing)를 가져다 준 경험이나 불안들에 대해서 처리할 수 있는 새로운 방법을 배울 것이다. 그러나 일부는 정서적 거리(emotional distance)가 문제되지 않는다. 이 경우 치료법을 찾을 필요는 없을 것이다. 하지만 정서적으로 거리를 두고 있어서 일상 생활에 지장이 있다고 느끼면, 도움을 요청해야 할 것이다. 심리치료사나 기타 정신건강 전문가를 찾아야 한다.

이외에도 다음과 같은 활동들이 도움이 될 것이다.
- 몸-마음챙김(body-mindfulness) : 분리장애(emotional detachment disorder) 환자 경우, 자신의 몸으로부터 단절되었다는 느낌을 받으며, 특히 오늘날의 경우 사람들은 스마트폰을 붙잡고 가상세계에 빠지기에 더욱 심하다. 대표적인 마음챙김 훈련은 바디스캔(body scan)이다. 각 신체 부위마다 주의를 집중하고, 몸 상태를 알아차리려고 함에 따라 느끼는 감각을 그 부위에 집중시킨다. 지금 이 순간에 살아있다는 느낌과 연결시키는 기본 훈련이다.
- 다음의 질문을 스스로 해 볼 것 : 지금 나는 무슨 감정을 느끼나? 이것을 경험하는 가운데 내 몸에서는 무슨 일이 일어나는가? 화가 났다고 인지하면, 턱을 악물고 있거나 숨이 가쁘거나 주먹을 쥐고 있을 것이다. 행복하다고 느낄 경우, 가슴이 빨리 뛰거나 볼이 발그레하거나 배가 울렁거릴 것이다. 이런 질문을 하게 되면 내면세계에 대한 통찰력을 얻고 몸과 마음을 알아차리는 데에 도움될 것이다.
- 심리치료 : 분리에는 전문가의 도움이 중요하다. 상호 신뢰와 연결에 기반한 관계를 통하여 치료사는 환자가 분리를 어떤 식으로 발전시켰는지 알 수 있게 해줄 뿐만 아니라, 타인과 연결하는 새로운 방법과 정서적 억압에서 해방시켜주는 방법을 발견할 수 있을 것이다.
- 예술 : 그림, 소묘, 찰흙 작업, 춤 등은 논리적 사고를 넘어서 내적 경험과 연결하는데 도움 된다. 예술은 내면 깊은 것에서부터 창조된다. 이를 통해 이전엔 몰랐던 자신을 발견하고 나에게 맞는 삶을 살게 될 것이다.
- 안전한 사람과 관계 형성 : 자신이 자신의 정서와 더 많이 연결되면, 자신의 정서를 성장하는데 도움을 줄 사람을 필요로 하게 된다. 나의 모습 그대로를 안전히 느낄 수 있고 감정 표현을 할 수 있는 건강한 관계를 찾는 것은 매우 중요하다. 이러한 변화에 대하여 반대하거나 지지하지 않는 사람과의 평소 관계에 대하여서 다시 생각해보는 것도 중요하다.
- 마음을 열어라(to be vulnerable) : 자연스럽게 마음을 여는 것은 리스크를 감당하는 것이기에 결코 쉽지 않다. 그러나 깊고 친밀하며 보상이 주어지는 관계가 두터워지는 유일한 방법이기도 하다. 감정 표현은 문화적 사회적 통념과는 다르게 약하다는 것을 보이는 것이 아니다. 오히려 살아있으며 인간으로서 완벽히 역할을 수행한다는 것을 의미한다. 매일 조금씩 스스로를 차분하게 그대로 받아들이고 세상과 끊임없이 연결되도록 노력하면 된다.
- 음주와 약물은 금지 : 음주와 약물은 정서와 심리 발달에 부정적인 영향을 준다. 수면과 휴식 등의 욕구를 충족시키지만, 자신을 해하지 않고도 만족시킬 수 있는 건강한 다른 방법들이 있다. 이것들을 그만두면 자신에 대한 중요한 통찰력을 제공하는 정서들을 발달시키거나 경험하거나 대면할 수 있다.

## 행동기제
분리는 높은 수준의 정서가 개입되는 상황에서 침착하게 반응하게 하는 정적행동(positive behavior)이 될 수 있다. 이러한 의미에서 분리는 사적 혹은 사회적 이유에서 정서적 연결(emotional connection)에 개입되는 것이 어렵거나 불가한 것이 아닌, 자발적으로 피하는 것이 된다. 이런 점에서 분리는 개인의 바운더리(boundary)와 심리적 안정(psychic integrity)을 유지하고, 정서적 요구와 관련하여 타인으로부터 받거나 타인에게 가할 원치 않는 영향을 피할 수 있게 한다. 분리는 타인의 정서나 감정에 개입하는 것을 피하려는 의도된 심리적 태도라고 할 수 있다.
분리는 반드시 공감을 피한다는 뜻이 아니며, 공감으로 인하여 압도당하거나 조종당하지 않는 것을 이성적으로 선택해야 할 때 필요로 하는 곳에 이르게 한다. 긍정적인 의미에서의 분리의 용례로는 정서적 바운더리 관리(emotional boundary management)가 있다. 예를 들어, 정서적인 부분에서 과도한 요구를 하는 까다로운 동료나 친척 등이 얽힌 정서적 개입을 피하려는 경우이다. 혹은 다이어트 중인 배우자가 음식을 애원하는 것을 무시해야 하는 배우자나 아이가 떼쓰는 것에 무관심을 보여야 하는 부모를 도와주는 사람에게 도움을 주는데 활용될 수도 있다.
분리는 해리, 이인증(depersonalization), 혹은 이인증의 임상적 형태인 이인증성 장애(depersonalization disorder)와 같은 정서마비(emotional numbing), 정서둔마 등이 될 수도 있다. 이러한 정서마비나 정서둔마는 정서로부터 단절된 상태이며, 학대나 심각한 방임과 같은 어렸을 적의 트라우마적 사건들에서 대응할 수 있는 생존 기술(survival skills)로서 자주 사용된다. 오랜 시간 많이 사용하다 보면, 일상 스트레스를 다루는 습성(second nature)이 되기도 한다.
분리는 관련된 사람에게 공감으로 연결되지 않으려는 자발적인 결심을 바탕으로 고문이나 학대와 같은 극도의 잔인한 행동을 보일 수도 있다. 공동절교(shunning)나 부모따돌림(parental alienation, PA)과 같은 사회적 배척(social ostracism)은 또다른 사례로서, 누군가를 배제하려는 자발적인 결심으로 공동절교 당하는 쪽에게 심리적 트라우마를 형성하게 하는 것이다.

## 사회
정서적분리장애(emotional detachment disorder)는 버지니아 울프(Virginia Woolf)가 자신의 작품 『댈러웨이부인(Mrs Dalloway)』에서 묘사한 가상의 증상이다. 소설의 주인공 중 한 명인 참전용사 셉티무스 워렌 스미스(Septimus Warren Smith)를 통하여서 울프는 이러한 복잡한 심리적 증상을 기술하였다. 소설에서 스미스는 외상후스트레스장애(post-traumatic stress disorder)와 해리와 관련된 증상을 겪고 있다. 이러한 장애에 대한 전형적인 증상을 잘 포착하였다고 할 정도로 울프의 설명은 매우 상세하다.

## 같이 보기
- 감정표현불능증
- 자기주장훈련
- 해리 (심리학)
- 감정 전염
- 감정적 고립
- 반응성 애착 장애
- 사회적 거절
- 분열 (심리학)
- 스토아 학파
- 이인증
- 이인증성 장애
- 밀착